# 让-居伊·戈蒂埃
让-居伊·戈蒂埃（法語：Jean-Guy Gautier，1875年12月30日—1938年10月23日），法国男子橄榄球运动员。他曾代表法国参加1900年夏季奥林匹克运动会橄榄球比赛，获得一枚金牌。